# Moab (postać biblijna)
Moab (hebr. מואב) − postać biblijna, kazirodczy syn Lota i jego starszej córki.
O pochodzeniu Moaba informuje Księga Rodzaju w rozdziale 19. Po opuszczeniu Soar, gdy żona Lota zamieniona została w słup soli, uciekinierzy z Sodomy i Gomory mieli zamieszkać w pieczarze. Starsza z córek namówiła młodszą do upicia Lota i spółkowania z nim. W biblijnym opisie wspomniane zostaje, iż od Moaba wzięli początek Moabici. Lud ten zamieszkiwał w X-IX w. p.n.e. tereny na wschód do Morza Martwego. Przyrodnim bratem Moaba był Ben-Ammi, zrodzony z młodszej córki Lota.